# Abraham Mellinger
Abraham Mellinger(ur. 5 listopada 1877 w Nowym Jorku, zm. 1958 tamże) – amerykański zapaśnik walczący w stylu wolnym. Olimpijczyk z St. Louis 1904, gdzie zajął szóste miejsce w wadze półśredniej.
Mistrz Amateur Athletic Union w 1899 roku.

## Letnie Igrzyska Olimpijskie 1904
| Konkurencja         | Rundy eliminacyjne       | Klas. końcowa |
| Konkurencja         | Ćwierćfinał              | Miejsce       |
| ------------------- | ------------------------ | ------------- |
| 71,67 kg styl wolny | William Hennessy (USA) P | 6.            |